# Orbán Ferenc (atléta)
Orbán Ferenc (Hódmezővásárhely, 1905. március 6. – Los Angeles, 1989. július 9.) atléta (magasugró), sportújságíró. Testvére, Orbán Sándor híres nótaénekes volt.
Elemi iskoláit Hódmezővásárhelyen végezte, majd 1922-ben a Bethlen Gimnáziumban érettségizett.
Az 1930-as évek második felében az egykoron Szegedre telepített Kolozsvári Ferencz József Tudományegyetem jogi karának volt hallgatója.
A többszörös magyar bajnok magasugró első edzője Bangha Sámuel, a Bethlen Gimnázium testnevelő tanára volt. Az egyetemi évei alatt Ottovay Károly szakedző irányításával sportolt.
Az aktív sportévek után edzőként, majd sportújságíróként dolgozott. A második világháború idején haditudósító volt, így 1942-ben légnyomást kapott egy aknatámadás következtében. Felgyógyulását követően feleségül vette Szombathelyi Blanka színésznőt.
1945-ben előbb Svájcba, majd az Amerikai Egyesült Államokba távoztak, és Los Angelesben telepedtek le, ahol banktisztviselőként helyezkedett el.
1972-ben az amerikai magyarok részére újságot alapított feleségével Új Világ néven. Ebben az időszakban volt az elnöke a Kaliforniai Hungária Sport Klubnak.